# Sayaka Ichii
Sayaka Ichii (市井 紗耶香 Ichii Sayaka?,  31 de diciembre, 1983) se unió al grupo de chicas Morning Musume en 1998. Ella, junto con Mari Yaguchi y Kei Yasuda, formaron la segunda generación de miembros. Ichii también fue parte de Hello Project! Summer Shuffles en el 2000 con el grupo Aoiro 7. También grabó un álbum de canciones folklóricas con Yuko Nakazawa.
Ichii Sayaka se graduó de Morning Musume y Hello! Project después de la canción "Happy Summer Wedding" en 2000. Un año después se fue, formó el grupo Ichii Sayaka in Cubic-Cross, trío con Taisei (tecladista de Sharan Q), donde escribió dos de sus canciones. En 2003, Cubic-Cross se disolvió. Después Ichii anunció en 2004 que estaba embarazada y se casó con el guitarrista del grupo, Naoki Yoshizawa. En agosto del mismo año su primer hijo había nacido. Ella es ahora madre de dos hijos.
En 2009 hizo un regreso a la industria del entretenimiento.

## Discografía

### Álbumes
Duet with Yuko Nakazawa
- Folk Songs (29 de noviembre de 2001)

Ichii Sayaka in Cubic-Cross
- C:BOX (20 de noviembre de 2002)

### Singles
Sayaka Ichii in Cubic-Cross
- Jinsei Ga Mou Hajimatteru (24 de abril de 2002)
- Shitsuren Love Song (17 de julio de 2002)
- Todoke! Koi no Telepathy (9 de noviembre de 2002)
- Zutto Zutto (1 de mayo de 2003)

Sayaka Ichii
- 4U ~Hitasura~ (3 de septiembre de 2003)

### DVD
- Folk Days (28 de febrero de 2002)

### Photobooks
- Self (10 de febrero de 2002)